# Gian Carlo Di Vizia
Gian Carlo Di Vizia (La Spezia, 30 maggio 1941) è un politico italiano.

## Biografia

### Elezione a deputato
Nel 2010 è proclamato deputato della XVI legislatura della Repubblica Italiana nella circoscrizione Liguria per la Lega Nord in sostituzione di Edoardo Rixi.